# A Real Hero
A Real Hero es una canción del artista francés de música electrónica College en colaboración con Electric Youth, y fue publicada en 2010. La pista se utilizó como tema principal en la película Drive de 2011, dirigida por Nicolas Winding Refn y protagonizada por Ryan Gosling y Carey Mulligan. Posteriormente se incluyó en el primer álbum de estudio de Electric Youth, Innerworld (2014).

## Producción
El líder de Electric Youth, Austin Garrick, junto con David Grellier (College), han citado diferentes inspiraciones para producir la canción. Garrick se inspiró para escribir la canción con una cita de su abuelo, quien habló del capitán de la aerolínea Chesley Sullenberger después del incidente de aterrizaje en el agua del vuelo 1549 de US Airways. El abuelo de Garrick se refirió a Sullenberger como “un ser humano real y un héroe real”, que se convirtió en el estribillo de la canción. El segundo verso de la canción, que incluye la línea “155 personas a bordo”, se refiere a los 155 supervivientes de la US 1549.
Grellier, por otro lado, se inspiró en el cine, en particular en el personaje Max Rockatansky de la franquicia Mad Max. Grellier ha manifestado que «quería rendir homenaje a ese héroe solitario que vemos en películas como Mad Max. Personas que toman sus propias decisiones y tratan de salvar vidas. Quiero rendirles un homenaje». La primera estrofa de la canción está más en esta línea y podría hacer referencia tanto al propio Mad Max como a Sullenberger.

## Versiones
- La banda de indie rock Alt-J lanzó una versión de la canción para su EP iTunes Session el 16 de abril de 2013 a través de Atlantic Records.[4]

- El grupo de indie pop Smallpools lanzó una versión de la canción el 12 de mayo de 2015 a través de RCA Records y Sony Music Entertainment.[5][6] El cover fue subido a la plataforma de distribución de audio SoundCloud el 13 de Mayo.[6]

- La canción también fue versionada por la banda de rock indie The High Highs, en la versión de lujo de su álbum Open Season, lanzado el 29 de enero de 2013. También se presentó como sencillo y se lanzó el 13 de septiembre de 2013.

## Lista de canciones
| N.º | Título              | Escritor(es)                   | Duración |  |
| 1.  | «A Real Hero»       | Austin Garrick, David Grellier | 4:27     |  |
| 2.  | «Closer»            | Grellier                       | 1:35     |  |
| 3.  | «Critical Mass»     | Grellier                       | 4:12     |  |
| 4.  | «The Mirage Makers» | Grellier                       | 1:21     |  |
| 5.  | «Susan Waiting»     | Grellier                       | 2:21     |  |

## Créditos
- Bronwyn Griffin (Electric Youth) – vocalista
- Austin Garrick (Electric Youth) – producción, composición
- David Grellier – producción, composición

## Release history and reception
| Country        | Date                | Format           | Label   |
| -------------- | ------------------- | ---------------- | ------- |
| Francia        | 11 de enero de 2010 | Descarga digital | Valerie |
| Reino Unido    | 11 de enero de 2010 | Descarga digital | Valerie |
| Estados Unidos | 11 de enero de 2010 | Descarga digital | Valerie |

La revista Spin nombró a «A Real Hero» como una de las 20 mejores canciones de 2011. La canción fue nominada para un premio MTV Movie Award de 2012 en la categoría de «Mejor música».

## En la cultura popular
La canción aparece en la película Drive de 2011 y en la película Taken 2 de 2012.